# Ольгино (Амурская область)
Ольгино — упразднённое село в Магдагачинском районе Амурской области России.

## География
Урочище находится в центральной части Амурской области, на левом берегу реки Амур, на расстоянии примерно 58 километров (по прямой) к югу от посёлка городского типа Магдагачи, административного центра района. Абсолютная высота — 203 метра над уровнем моря.

## История
По данным 1926 года в селе имелось 49 хозяйств (39 крестьянского типа и 10 прочих) и проживало 315 человек (155 мужчин и 160 женщин). В национальном составе населения преобладали русские. В административном отношении входило в состав Ольгинского сельсовета Тыгдинского района Зейского округа Дальневосточного края.
Исключено из учётных данных в 1978 году как фактически не существующее.